# 新兴街道 (阜新市)
新兴街道是中国辽宁省阜新市海州区下辖的一个街道。

## 行政区划
桥头溪乡下辖以下地区：
益民社区、光明社区、大众社区、和平社区和建设社区。